# Goshen (Utah)
Goshen é uma cidade  localizada no estado norte-americano de Utah, no Condado de Utah.

## Demografia
Segundo o censo norte-americano de 2000, a sua população era de 874 habitantes. Em 2006, foi estimada uma população de 911, um aumento de 37 (4.2%).

## Geografia
De acordo com o United States Census Bureau tem uma área de 1,9 km², dos quais 1,9 km² cobertos por terra e 0,0 km² cobertos por água. Goshen localiza-se a aproximadamente 1433 m acima do nível do mar.

## Localidades na vizinhança
O diagrama seguinte representa as localidades num raio de 16 km ao redor de Goshen.